# Fábio Aurélio
Fábio Aurélio Rodrigues (wym. [ˈfabiu awˈʁɛliu]; ur. 24 września 1979 w São Carlos) – brazylijski piłkarz, posiadający także obywatelstwo włoskie; obecnie gra w Grêmio Porto Alegre. Wszechstronny zawodnik, mogący grać na lewej stronie zarówno w obronie jak i w pomocy. Za jego największy atut uznaje się mocne i celne strzały, zwłaszcza z rzutów wolnych.

## Kariera
Piłkarz jest wychowankiem klubu São Paulo FC, jednego z najbardziej utytułowanych w Brazylii. W jej składzie zadebiutował w 1997 r. Reprezentował swój kraj w drużynach młodzieżowych U-17, U-20 i U-21. Wyróżnił się na Letnich Igrzyskach Olimpijskich w Sydney, wtedy właśnie został dostrzeżony przez wysłanników Valencii.
Po olimpiadzie podpisał z Valencią sześcioletni kontrakt. W klubie z Hiszpanii był od początku podstawowym piłkarzem. W sezonie 2001-2002 zdobył z tym klubem mistrzostwo kraju, a w kolejnym roku był jednym z najlepszych obrońców ligi, strzelając w niej osiem bramek. Sezon 2003-2004 był początkiem jego problemów zdrowotnych – przez większość sezonu leczył złamaną nogę. Mimo to Valencia zdobyła Puchar UEFA i kolejne mistrzostwo Hiszpanii. Kolejne sezony także dla Fabio Aurelio nie były udane, piłkarz bardzo często leczył kontuzje i nie rozegrał wielu meczów.
Wraz z sezonem 2005-2006 kończył się kontrakt Fabio Aurelio z Valencią. Mimo starań klubu piłkarz nie zdecydował się na podpisanie nowego i postanowił odejść do innej drużyny. Według plotek interesowały się nim FC Barcelona, oraz Real Madryt, szukający następcy dla starzejącego się Roberto Carlosa, i Chelsea F.C. Piłkarz zdecydował się jednak na podpisanie umowy z Liverpoolem, którego menadżerem jest szkoleniowiec Valencii z lat 2001-2004, Rafael Benítez. Klub z Anfield Road potwierdził podpisanie umowy z piłkarzem 5 lipca. Był pierwszym Brazylijczykiem grającym w barwach klubu z Anfield.
Pod koniec maja 2012 roku ogłoszono, że wraz z upływem kontraktu, wróci do Brazylii, gdzie będzie występował w Grêmio Kontrakt z klubem z Porto Alegre obowiązywać ma do końca 2013 roku.